# Minkhaung Nawrahta
Minkhaung Nawrahta (birmanês:  မင်းခေါင် နော်ရထာ; Moksobo, ca. 1714 – Kyaukse, 5 de dezembro de 1760) foi um general das Forças Armadas Reais Birmanesas da Dinastia Konbaung durante o reinado de Alaungpaya. É mais conhecido por sua defesa da retaguarda na Guerra birmano-siamesa (1759-1760) no Sião, quando as forças da Birmânia retornaram trazendo consigo o agonizante rei Alaungpaya. O general, que era muito respeitado pelas tropas, então se rebelou contra o sucessor de Alaungpaya, Naungdawgyi. Ele acreditava que seria executado pelo novo rei, com quem teve uma longa história de inimizades. O general rebelde tomou Ava em junho de 1760, e resistiu ao cerco durante mais de cinco meses. Foi morto por um tiro de mosquete quando fugia da cidade em dezembro. Naungdawgyi diz ter lamentado a notícia da morte de seu adversário e sua irmão de seu pai na luta armada.

## Juventude
O futuro general nasceu Maung Ton (မောင်တွန်) em uma vila pequena da Alta Birmânia de Moksobo (atual Shwebo). Era amigo de infância de Aung Zeya, que era filho do líder de Moksobo.

## Serviço militar
Em 1752, Ton atendeu ao pedido de seu amigo e líder da aldeia, Aung Zeya, para resistir aos exércitos de ocupação do reino do sul de Hanthawaddy, que derrubou a Dinastia Toungoo em Ava (Inwa). Aung Zeya proclamou-se rei, e assumiu o título de Alaungpaya. Ton passou a lutar em todas as campanhas de Alaungpaya, ganhando muitos títulos pelo seu valor nas batalhas.
Ton liderou um dos exércitos birmaneses na campanha manipuri de 1758, que fez de Manipur um Estado tributário da Birmânia.

### Sião
Minkhaung Nawrahta foi um dos comandantes principais na invasão por Alaungpaya do Sião em 1759. Liderou um dos três exércitos que convergiram para a capital siamesa de Ayutthaya em abril de 1760. Os birmaneses estavam à beira da vitória quando Alaungpaya repentinamente adoeceu em decorrência da escrófula.
Alaungpaya escolheu pessoalmente seu amigo de infância para comandar a retaguarda constituída de "500 cavaleiros manipuri e 6.000 soldados, todos armados com um mosquete". Minkhaung Nawrahta espalhou-os pelo campo de batalha e foi apenas dois dias da retirada do exército principal birmanês, que os siameses perceberam que o exército havia partido. Sob a sua liderança, as forças birmanesas se retiraram em boa ordem, coletando retardatários do exército ao longo do caminho.

## Rebelião
Alaungpaya morreu em 11 de maio de 1760, e seu filho Naungdawgyi o sucedeu. O segundo filho de Alaungpaya, Hsinbyushin tentou assumir o trono, mas fracassou. Naungdawgyi perdoou seu irmão mais novo por intercessão da rainha mãe. Mas o rei desconfiava de outras revoltas. Dispensou dois dos generais que ele não gostava. Quando eles menos esperavam, ordenou que os executassem sem que lhes permitir vê-lo. O exército ficou furioso.
Minkhaung Nawrahta ficou também preocupado por causa da inimizade antiga entre ele e Naungdawgyi. Deliberadamente retardou a sua volta para Shwebo. Naungdawgyi, então, ordenou sua prisão. Embora não estivesse envolvido na conspiração de Hsinbyushin, Minkhaung Nawrahta tinha certeza que iria ser destituído de seu comando, e provavelmente executado sob algum pretexto. Decidiu então se rebelar, embora não tivesse um plano definido de rebelião. Foi mais um gesto de desafio.
Ele tinha sido um simples aldeão em 1752, e havia lutado em todas as campanhas, ombro a ombro com Alaungpaya. Relembrou aqueles anos agitados, as vitórias conquistadas, e os títulos e as condecorações que tinha recebido de seu mestre agradecido. Disse então aos seus seguidores:
"Eu era um aldeão comum quando eu saquei da minha espada e disse ao meu senhor: "Meu amigo, meu camarada, os mons estão ganhando em todos os lugares e tu deves derrotá-los. Com esta espada, eu te farei rei ou morrerei na tentativa." Mas esses dias se foram, e meu mestre gracioso, o único que poderia me ajudar nesta crise, não existe mais. Este não é o tempo para arrependimento ou medo, e eu devo enfrentar, venha o que vier."
Seu exército ocupou Ava em 25 de junho de 1760. Sua guarnição repeliu todos os ataques do exército do rei, mas em dezembro, a cidade estava morrendo de fome. Vendo que a rendição seria inevitável, o general rebelde e um bando de devotados seguidores fugiram da cidade. Mais de uma vez, os perseguidores o cercaram. Mas ele ainda detinha tal respeito entre as tropas que os perseguidores lhe deram passagem quando ele caminhou entre eles. Nas montanhas Shan acima de Kyaukse, Minkhaung foi ferido por um tiro de mosquete. Mesmo assim, ele enfrentou o assaltante que lutou com ele, e foi morto por um segundo tiro. Assim foi o fim do irmão em armas de Alaungpaya.
Minkhaung Nawrahta era respeitado até mesmo por seu adversário, Naungdawgyi. Quando o cadáver de Minkhaung Nawrahta foi trazido diante dele, o rei estava arrependido, e disse: "Como pode morrer um homem tão grandioso?"